# Nachmärz
Als Nachmärz wird der historische Zeitabschnitt nach der Märzrevolution von 1848/1849 bezeichnet und auf politische sowie kulturelle Entwicklungen bezogen. Der Begriff wurde nach der wesentlich bekannteren Bezeichnung Vormärz gebildet. Genau abgrenzen lässt sich das Ende des Nachmärz nicht. Politisch lässt sich die Abnahme der Unterdrückung der liberalen und nationalen Bewegung nach 1848/1849 etwa auf 1858/1859 eingrenzen (Reaktionsära), von einem Ende ist spätestens mit der Reichsgründung 1870/1871 auszugehen.

## Politikgeschichte
Die Epoche vor der Märzrevolution wird Vormärz genannt, eine Zeit von politischer und sozialer Unruhe. Die Märzrevolution führte allerdings nicht zu einem einigen, konstitutionellen Deutschland. Politische Vereine wurden wieder verboten und die Meinungsfreiheit eingeschränkt, ähnlich wie in den 1830er-Jahren.
Diese eigentliche Reaktionsära endete gegen Ende der 1850er-Jahre, als 1858 Wilhelm I. in Preußen die Herrschaft übernahm und die deutsche Frage auf die politische Tagesordnung zurückkehrte. 1859 starb Fürst Metternich, der zwar nicht mehr Österreichs Regierungschef war, aber wieder Berater der Regierung geworden war und die Politik der repressiven Restauration nach dem Wiener Kongress geprägt hatte. Es bestand zwar noch keine Pressefreiheit, allerdings wurde von der Zensur nun weniger restriktiv Gebrauch gemacht.